# عبد العزيز الوتاري

من اليمين: عبد العزيز الوتاري ومشعل حمودات ومصطفى عبد الله طه عام 1955

الدكتور عبد العزيز عبد اللطيف يونس الوتاري كان من خبراء النفط والمعادن في العراق، ولد في الموصل سنة 1930 أو 1928، وكان من ذوي التوجهات القومية العربية.
واتم دراسته الاعدادية فيها وأرسل في بعثة علمية إلى الولايات المتحدة الأمريكية وتخرج في كلية التعدين الأمريكية في كولورادو سنة 1953. عاد إلى العراق ليدخل في سلك الوظيفة وشغل مناصب فنية عدة مختصة بشؤون النفط حتى عين في مطلع سنة 1961 مديرا عاما لشؤون النفط.
شغل منصب وزير النفط للفترة من 8 شباط 1963 حتى 3 أيلول 1965.

## اتفاقية الوتاري
كانت اتفاقية الوتاري مشروعا لإنشاء شركة نفط بغداد في عام 1965، والتي كان من المفترض أن تكون المملوكة من قبل شركة النفط الوطنية العراقية بنسبة 33.1٪ ومجموعة شركات نفط العراق المحدودة بنسبة 66.9٪، غير ان تلك الاتفاقية لم تحض بموافقة مجلس الوزراء العراقي بعد أن أحدثت انشقاقا كبيرا في صفوفه أدى إلى استقالة بعض الوزراء.

## مؤلفاته
- حياة المعالم بين الماضي والحاضر[9]